# Cattedrale di Cristo Re (Liverpool)
La cattedrale metropolitana di Cristo Re (in inglese Metropolitan cathedral of Christ the King) è il principale luogo di culto cattolico della città di Liverpool, cattedrale dell'omonima arcidiocesi metropolitana.
Portata a termine nel 1984 su un terrapieno, domina il profilo della città. Edificio a pianta circolare con una parte centrale che si staglia verso il cielo proprio per simboleggiare la corona di spine di Gesù al momento della passione.

È tra le chiese cattoliche più grandi del Regno Unito, nata per radunare una delle comunità cattoliche più grandi del paese. Ciò è dovuto alla massiccia presenza di irlandesi immigrati.